# 有馬康純
有馬 康純（ありま やすずみ）は、江戸時代前期の大名。日向国延岡藩有馬家の第2代藩主。官位は従五位下・左衛門佐。晴信系肥前有馬氏3代。諡号は嘉祥（かしょう）公。徳川家康の玄孫にあたる。

## 生涯
慶長18年（1613年）8月1日、有馬直純の長男として肥前国日野江（長崎県南島原市）原城に誕生した。幼名は大助。
慶長19年（1614年）7月、父の転封に伴い縣に移る。元和2年（1616年）、駿府（静岡市）で徳川家康に謁見、母の国姫が家康の曾孫だったことから寵愛され「康」の偏諱を授かり、蔵人康純と称す。母と共に駿府ついで江戸藩邸に滞在。寛永3年（1626年）9月1日、元服して従五位下に叙せられる。
寛永18年（1641年）に父の死去により家督を継ぎ、須志田村508石を除く諸縣郡の本庄村、森永村、竹田村、塚原村（現在はいずれも国富町の一部）の併せて3,000石を、弟の八兵衛元純(有馬純政、後に本多姓を名乗る)に分知し、旗本とした。承応元年（1652年）から明暦元年（1655年）にかけて縣城（延岡城）を修築し、それに伴い近世城下町としての町割りが整われた。なお、現在の延岡市の名称の由来は、康純が明暦2年（1656年）に今山八幡宮に寄進した梵鐘（「城山の鐘」）の銘文からきているともいわれている。
延宝7年（1679年）11月27日、家督を嫡子・清純に譲り、隠居。延宝9年（1681年）4月21日、新たに建てた門川の隠居宅に移る。天和2年（1682年）に剃髪して出家し、假宿と号す。貞享4年（1687年）に、ふたたび縣（延岡）の三瀬（現、三ツ瀬町）の隠居宅へ移る。
元禄5年（1692年）4月8日、中風に倒れ、同12日の巳の刻（午前10時前後）に三瀬の隠居宅で死去した。享年80。葬儀は14日に有馬家菩提寺の高岳寺（現北小路城影寺の所在地、現在は福井県丸岡町に移転）にて執り行われた。4月16日、隠居宅のあった三ツ瀬に近い恒富村の簗場（やなば）にて荼毘（『藤原有馬世譜』、巻五、嘉祥公譜）にふされた後、高岳寺に納骨される。法名は嘉祥院殿徹洞宗通大居士。なお、この記述は延岡の名物である「鮎梁漁」が、300年以上の歴史を持つことを示す最古の史料となっている。

## 系譜
父母
- 有馬直純（父）
- 栄寿院、国姫 ー 徳川家康の養女、本多忠政の長女（母）

正室、継室
- 水野忠清の娘（正室）
- 阿部忠秋の養女 ー 阿部政澄の娘（継室）

側室
- 草野氏
- 樫沢氏
- 馬場氏
- 伊東氏
- 松木氏

子女
- 有馬清純（長男）生母は継室
- 本多純親（次男）
- 平岡頼恒（三男）
- 有馬純息（四男）
- 有馬純富（七男）
- 有馬純珍（八男）
- 有馬純就（九男）
- 有馬純英（十男）
- 亀 ー 大村純長継室
- 分部嘉高正室のち諏訪頼蔭正室
- 沼間清氏室
- 阿部正員正室
- 真田正房室
- 戸川安宣正室